# 알리칸테도
알리칸테 주(스페인어: Provincia de Alicante)는 스페인 발렌시아 지방의 주이다. 주도는 알리칸테이며, 면적은 5816.5km2로 스페인 전체 면적의 1.16%이다. 인구는 1,891,477명(2008년)이고, 인구밀도는 325.19명/km2으로 스페인 전체 인구의 4.1%를 차지한다. 발렌시아어와 스페인어를 공용어로 사용한다.